# Octomeria taracuana
Octomeria taracuana är en orkidéart som beskrevs av Rudolf Schlechter. Octomeria taracuana ingår i släktet Octomeria och familjen orkidéer. Inga underarter finns listade i Catalogue of Life.